# Azzam Dandachi
 (février 2014).
Si vous disposez d'ouvrages ou d'articles de référence ou si vous connaissez des sites web de qualité traitant du thème abordé ici, merci de compléter l'article en donnant les références utiles à sa vérifiabilité et en les liant à la section « Notes et références ».
Azzam Dandachi (né en 1959 à Wadi Khaled, Akkar) est un médecin et homme politique libanais. Vice-président de l’Ordre des médecins, professeur d'université, il est député au parlement.

## Biographie
Issu d'une famille féodale de l'ancien régime ottoman et médecin de renom, il fut diplômé en 1985 de la faculté de médecine de Bagdad et est spécialiste en Oncologie de l'Université américaine de Beyrouth. Il est également professeur à la Faculté de Santé Publique de l’Université libanaise. Il occupa entre 1999 et 2000 le poste de vice-président de l’Ordre des médecins du Liban Nord.
Membre fondateur du Courant du Futur de Rafiq Hariri, il se présente aux élections de 2005 et est élu député musulman sunnite du Akkar. Il fut également membre du comité pour la santé publique et les affaires sociales.
En mai 2008, c'est le seul député qui refuse de voter pour le général Michel Sleiman à la présidence de la république, conformément au consensus établi à Doha par les leaders libanais, et vote alors seul pour le président du Renouveau démocratique Nassib Lahoud.
Il ne se représente pas aux élections de 2009. 